# Arione di Metimna

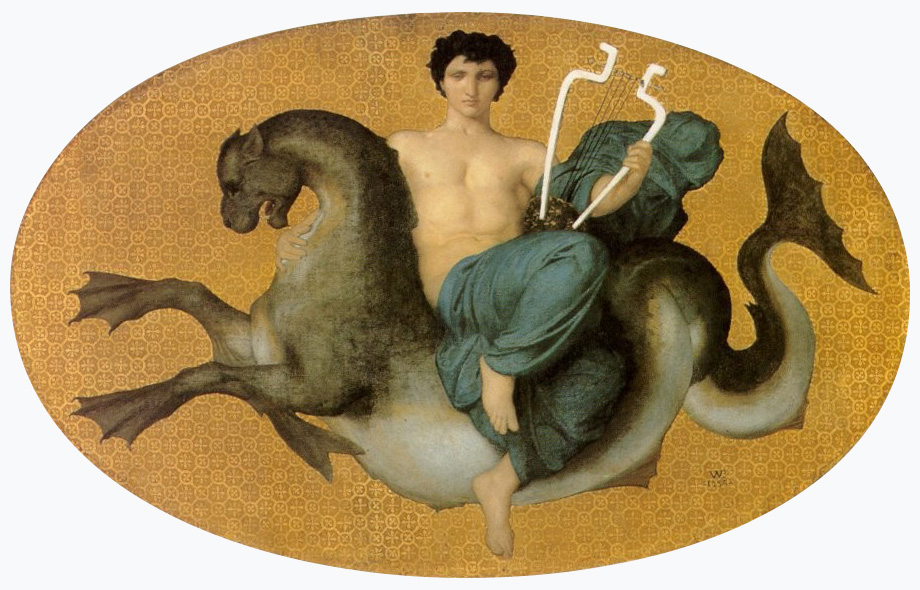
Arione su un cavallo marino, affresco dipinto da William-Adolphe Bouguereau (1855).

Arione di Metimna (noto anche come Arione di Lesbo) è stato un citarista dell'antica Grecia che visse a Corinto, alla corte del tiranno Periandro, all'inizio del VI secolo a.C. È solitamente considerato una figura mitologica in quanto è principalmente noto per la leggenda secondo la quale venne salvato da un delfino.

## Opera
Come autore cominciò dalla poesia monodica ma poi legò il suo nome al ditirambo, il canto in onore di Dioniso, che egli trasformò e perfezionò, tanto da esserne considerato l'inventore da Erodoto, rendendolo corale da monodico che era (forse) in origine e travestendo i coreuti da satiri. Creò così quel ditirambo tragico che è in relazione con le origini della tragedia attica (ma su tutto ciò la tradizione è incerta e molto discussa). Di Arione non conserviamo neppure un frammento.

## Il mito

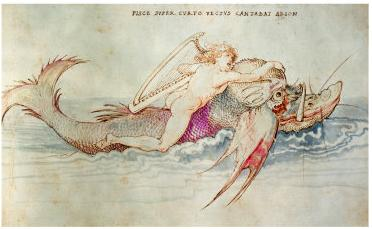
Arione cavalca un delfino, da Albrecht Dürer (1514 circa).

Della sua persona si impossessò la leggenda. Figlio di Poseidone e della ninfa Onea, Arione era il prediletto di Periandro, tiranno di Corinto. Egli convinse il Re a lasciarlo andare di città in città per mostrare a tutti la sua arte. Erodoto narra che Arione arrivò fino in Sicilia, dove si arricchì grazie alla sua arte. Nel suo viaggio di ritorno da Taranto, i marinai avevano complottato di uccidere e derubare Arione delle ricchezze che portava con sé. Mentre si trovava in alto mare, ad Arione fu data la possibilità di scegliere fra un suicidio con una degna sepoltura a terra o di essere gettato in mare. Egli allora chiese di poter cantare per l'ultima volta, prima di suicidarsi (nella versione di Igino, Arione sognò la notte il dio Apollo che gli disse di cantare con la sua ghirlanda e le sue vesti di scena e di confidarsi a quelli che sarebbero venuti in suo aiuto).
Suonando la sua cetra, Arione cantò quindi una lode ad Apollo e la sua canzone attirò vari delfini attorno alla nave. Appena finito di cantare, Arione si gettò in mare dove uno dei delfini lo caricò sul dorso e lo portò in salvo presso il santuario di Poseidone a Capo Tenaro. Giunto a terra, desideroso di ripartire subito, Arione dimenticò di spingere in mare il delfino, che morì in quel luogo. Egli si diresse verso Corinto dove narrò le sue vicende a Periandro e questi ordinò che il delfino fosse sepolto e gli fosse innalzato un monumento funebre.
Poco tempo dopo giunse a Corinto la nave sulla quale Arione era stato trasportato. Periandro comandò che i marinai della nave fossero portati al suo cospetto e chiese loro informazioni riguardo ad Arione; essi dissero che era morto ed era stato da loro sepolto (nella versione di Erodoto i marinari affermano invece che Arione si trovava vivo e vegeto in Italia).

A costoro il Re rispose: «Domani giurerete davanti al monumento del delfino!» e ordinò che fossero tenuti in prigione. Poi chiese ad Arione di nascondersi il giorno seguente dentro il sepolcro del delfino, abbigliato nello stesso modo con cui si era gettato in mare. Quando il Re li fece condurre lì e li fece giurare che Arione era morto, Arione uscì dal sepolcro, ed essi, non sapendo grazie a quale dio si fosse salvato, ammutolirono. Il Re decretò che fossero crocifissi presso la tomba del delfino.
Sia nelle Fabulae che nel libro secondo del De Astronomia, Igino racconta che Apollo, a causa della bravura nella citarodia, trasportò fra le stelle sia Arione che il delfino, dove divennero due costellazioni: la costellazione della Lira, la quale d'altro canto viene ricondotta anche ad Orfeo, e la costellazione del Delfino.